# 숙의 박씨 (순조)
숙의 박씨(淑儀 朴氏, ? ~ 1854년 음력 6월 30일)는 조선의 제23대 왕 순조의 후궁이다.

## 생애
본관은 밀양이다. 원래 궁인 신분으로, 순조의 승은을 입은 후 1817년(순조 17년) 10월 11일 새벽 딸(영온옹주)을 낳아 종2품 숙의에 봉해졌다. 그러나 유일한 소생인 영온옹주는 태어난 후 병을 자주 앓고 말을 잘 하지 못하였고, 1829년(순조 29년) 음력 4월 8일 13세의 나이로 요절하고 말았다.
한편 박씨는 1854년(철종 5년) 음력 6월 30일에 사망하였다. 사후 효창원(정조의 아들 문효세자의 묘)에 장지를 마련하였다. 이곳은 현재의 서울특별시 용산구 효창동 인근인데, 일제강점기 말엽인 1945년 3월에 강제 이장되어 현재 박씨의 묘소는 경기도 고양시 덕양구 원당동의 서삼릉 경내에 있다. 그녀의 묘는 서삼릉 전 지역이 사적으로 지정될 때 함께 사적 제200호로 지정되었다.

## 가족 관계
- 남편 : 순조 (純祖, 1790년~1834년, 재위:1800년~1834년)
  - 딸 : 영온옹주 (永溫翁主, 1817년~1829년)

## 숙의 박씨가 등장한 작품
- 《구르미 그린 달빛》(2016년, KBS, 배역:전미선)